# HanbitSoft
HanbitSoft，是韩国电脑游戏出版和开发公司。该公司因韩国成功销售《星际争霸》而知名。
该公司成立于1999年，专注于东亚国家的大型多人在线角色扮演游戏。该公司自称最高占全国的电脑游戏市场份额五个百分点，国际上拥有Tantra Online。该公司投资大型游戏产业，并已国内外公司进行合作。
韩光软件公司与南梦宫进行协议，发布由旗舰工作室开发的第一人称动作角色扮演游戏《暗黑之门：伦敦》。
2008年7月3日，该公司被T3 Entertainment收购。